# ヘルヘイム

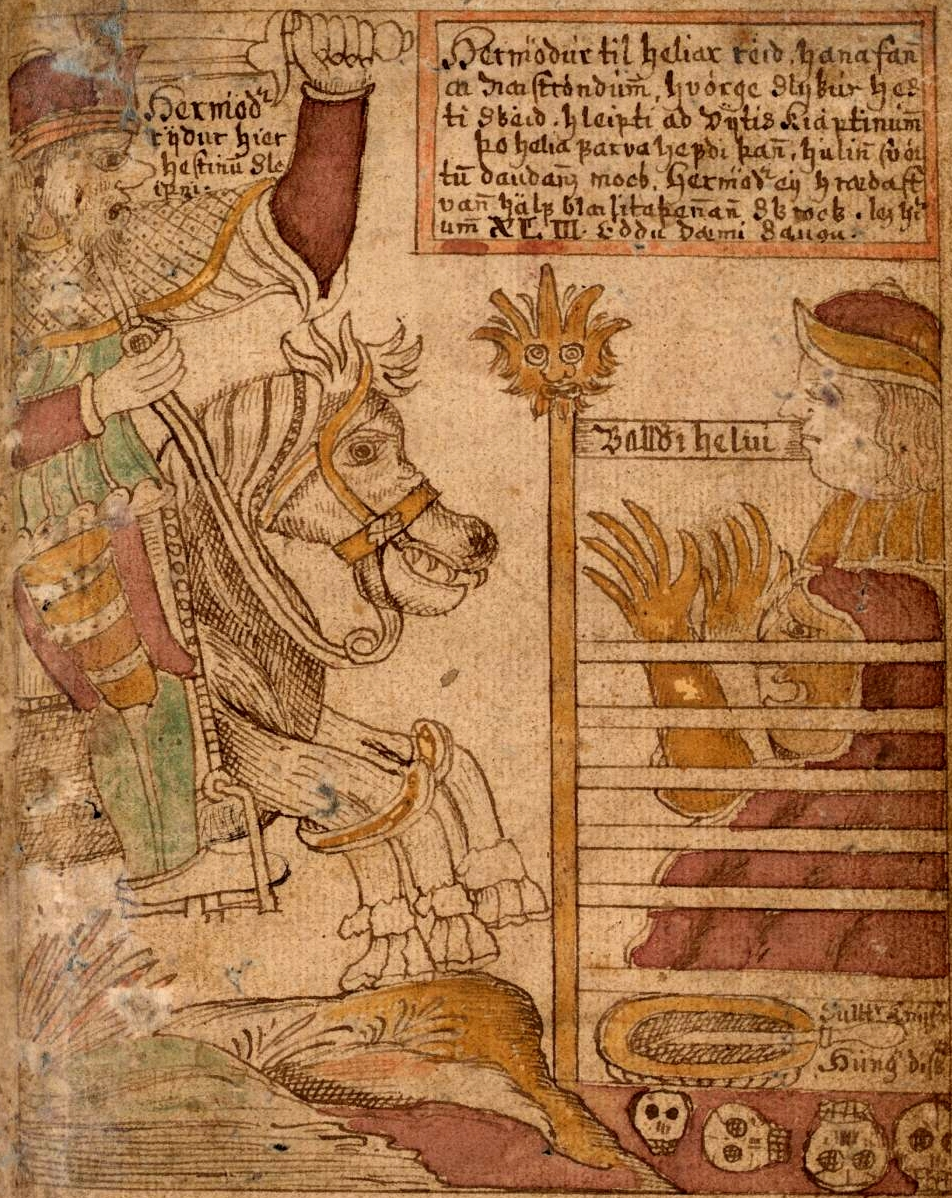
18世紀のアイスランド語写本『SÁM 66』に描かれた、ヘルモーズがバルドル奪還のためヘルヘイムに来た、ヘルとバルドルが彼を迎える場面。

ヘルヘイム（古ノルド語: Helheim）は、北欧神話に登場する世界のひとつで、ロキの娘・ヘルが治め、ユグドラシルの地下にあるといわれる死者の国。三層構造の世界の一番下の層である。
時に「ヘル」（『アルヴィースの言葉』第32節など）、「ニヴルヘル」（『ヴァフスルーズニルの言葉』第43節など）とも呼ばれる。
ヘルヘイムは霧の世界であるニヴルヘイムの一部だが、ニブルヘイム全体と同一視されることもある。
注意すべき点は、英語のヘル（地獄）とは違い、北欧神話のヘル（ヘルヘイム）は、ヴァルハラに行けなかった一般的死者（病気や老衰や無抵抗で殺された者＝「藁の上の死」という不名誉な死に方をした者）が赴く冥府であり、刑罰がある地獄ではないということである。
ニブルヘイムの中央には、煮えたぎるフウェルゲルミルの泉があり、大蛇ニーズヘッグがいる。泉からは、スヴォル川、グンスラー川、フィヨルム川、フィンブルスル川、スリーズ川、フリーズ川、シュルグ川、ユルグ川、ヴィーズ川、ギョッル川、が流れ出ている。
このうち、ギョッル川には、（暗く深い谷から続く先にある）黄金の橋が架かっており、モーズグズという処女の門番が見張りをしている。死者達は皆この橋を渡ってヘルヘイムに赴く。
ヘルヘイムはそこからさらに下って北方にある。そこに女神ヘルの住むエリューズニルという巨大な館がある。館は高い垣根で囲まれており、垣根の入り口には大きな門があり、番犬ガルムがいる。この垣根の内側が（狭義の）ヘルヘイムである。
ヘルヘイムのさらに下には、ニヴルヘルという冥界があり、悪い人間が死後に送られるとされる。